# Miłcz
Miłcz (niem. Arnsdorf) – wieś w Polsce położona w województwie dolnośląskim, w powiecie wołowskim, w gminie Wołów.

## Podział administracyjny
W latach 1975–1998 miejscowość administracyjnie należała do województwa wrocławskiego.

## Nazwa
12 lutego 1948 ustalono urzędową polską nazwę miejscowości – Miłcz, określając drugi przypadek jako Miłcza, a przymiotnik – miłecki.

## Zabytki
Do wojewódzkiego rejestru zabytków wpisany jest:
- zespół pałacowy, z połowy XIX wieku:
  - pałac
  - park